# Salenia sculpta
Salenia sculpta is een zee-egel uit de familie Saleniidae.
De wetenschappelijke naam van de soort werd in 1927 gepubliceerd door René Koehler.